# Mongolisch-portugiesische Beziehungen
Die mongolisch-portugiesischen Beziehungen beschreiben das zwischenstaatliche Verhältnis der Mongolei und Portugal. Die Länder unterhalten seit 1974 diplomatische Beziehungen.
Die geografisch weit entfernten Länder haben erst schwach entwickelte Beziehungen, mangels gemeinsamer historischer, politischer oder wirtschaftlicher Anknüpfungspunkte. Nennenswerte Verbindungen bestehen noch am ehesten in diplomatischen, kulturellen und sportlichen Feldern. So gehören sie beide einigen internationalen Gremien an, darunter die Organisation für Sicherheit und Zusammenarbeit in Europa, der Internationale Strafgerichtshof und die Vereinten Nationen und deren UN-Sonderorgane als bedeutendste gemeinsame Organisationen.
Auch eine nennenswerte gegenseitige Migration besteht nicht: im Jahr 2021 waren 24 mongolische Staatsbürger in Portugal gemeldet, während im Jahr 2020 in der Mongolei keine portugiesischen Staatsbürger konsularisch registriert waren.
Die Mongolei ist bei portugiesischen Urlaubern als ein exklusives Reiseziel für Kultur-, Natur- und Geschichtsinteressierte bekannt.

## Geschichte
In den Anfängen der portugiesischen Seefahrer ab dem 13. Jahrhundert bestand auf portugiesischer Seite, wie bei einigen anderen christlichen europäischen Herrscherhäusern, ein vages Interesse an Kontakten zum Mongolischen Reich, das die als verfeindet angesehenen islamischen Herrschaftsgebiete bedrängte, was den portugiesischen Eroberungswünschen ihrer Handelsrouten entgegen kam. Doch waren die Schwierigkeiten zur Aufnahme von Kontakten zu groß und das Interesse nicht stark genug, so dass es zu keinen offiziellen Kontakten kam.
Als sich das Portugiesische Kolonialreich als erstes globusumspannende Weltreich der Geschichte im Laufe des 16. Jahrhunderts über immer weitere Gebiete Asiens erstreckte, kam es dennoch zu keinen nennenswerten Kontakten zum zwischenzeitlich stark verfallenen Mongolenreich, das zu fern von den portugiesischen Handelsrouten und Interessenssphären lag und aus dem die Portugiesen auch keine Kunde von für sie interessanten Handelswaren bekamen.
Auch in moderner Zeit entwickelte sich lange kein nennenswerter Kontakt. Die seit dem 18. Jahrhundert chinesisch beherrschte Mongolei wurde erst 1921 endgültig von China unabhängig, allerdings auch dank Hilfe der Sowjetunion, unter deren Einfluss sich die Mongolei 1924 als kommunistische Mongolische Volksrepublik neu konstituierte. Das seit 1928 sich etablierende und strikt antikommunistische, semifaschistische Estado-Novo-Regime Portugals suchte daher auch weiterhin keinerlei Kontakte zur Mongolei. Erst nach der linksgerichteten Nelkenrevolution vom 25. April 1974 und der einsetzenden Demokratisierung änderte sich die Außenpolitik Portugals.
Am 25. Juli 1974 nahmen die Mongolei und Portugal erstmals diplomatische Beziehungen auf. Portugals Botschafter in Moskau, Mário Viçoso Neves, akkreditierte sich am 14. Mai 1975 als erster Vertreter Portugals in der Mongolei. Gegenseitige Botschaften richteten beide Länder danach nicht ein (Stand Juni 2025).

## Diplomatie

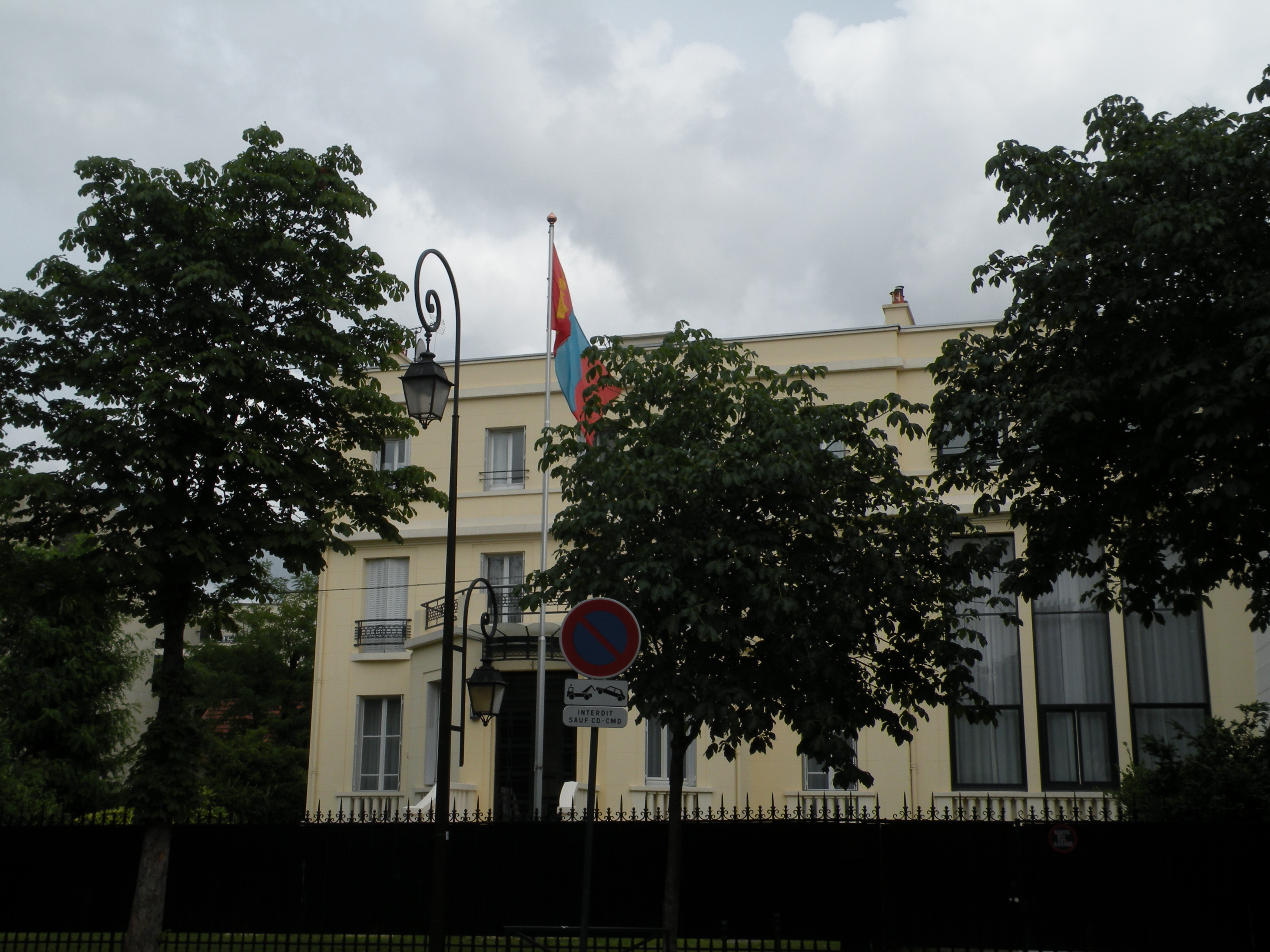
Die Botschaft der Mongolei in Paris; sie ist auch für Portugal zuständig.

Die Mongolei unterhält keine eigene Botschaft in Portugal, zuständig ist die mongolische Vertretung in Paris. In der portugiesischen Hauptstadt Lissabon ist ein mongolisches Honorarkonsulat eingerichtet.
Portugal führt ebenfalls keine eigene Botschaft in der Mongolei, das Land gehört zum Amtsbezirk des portugiesischen Botschafters in Peking. Auch portugiesische Konsulate sind in der Mongolei keine eingerichtet (alles Stand Juni 2025).

## Wirtschaft

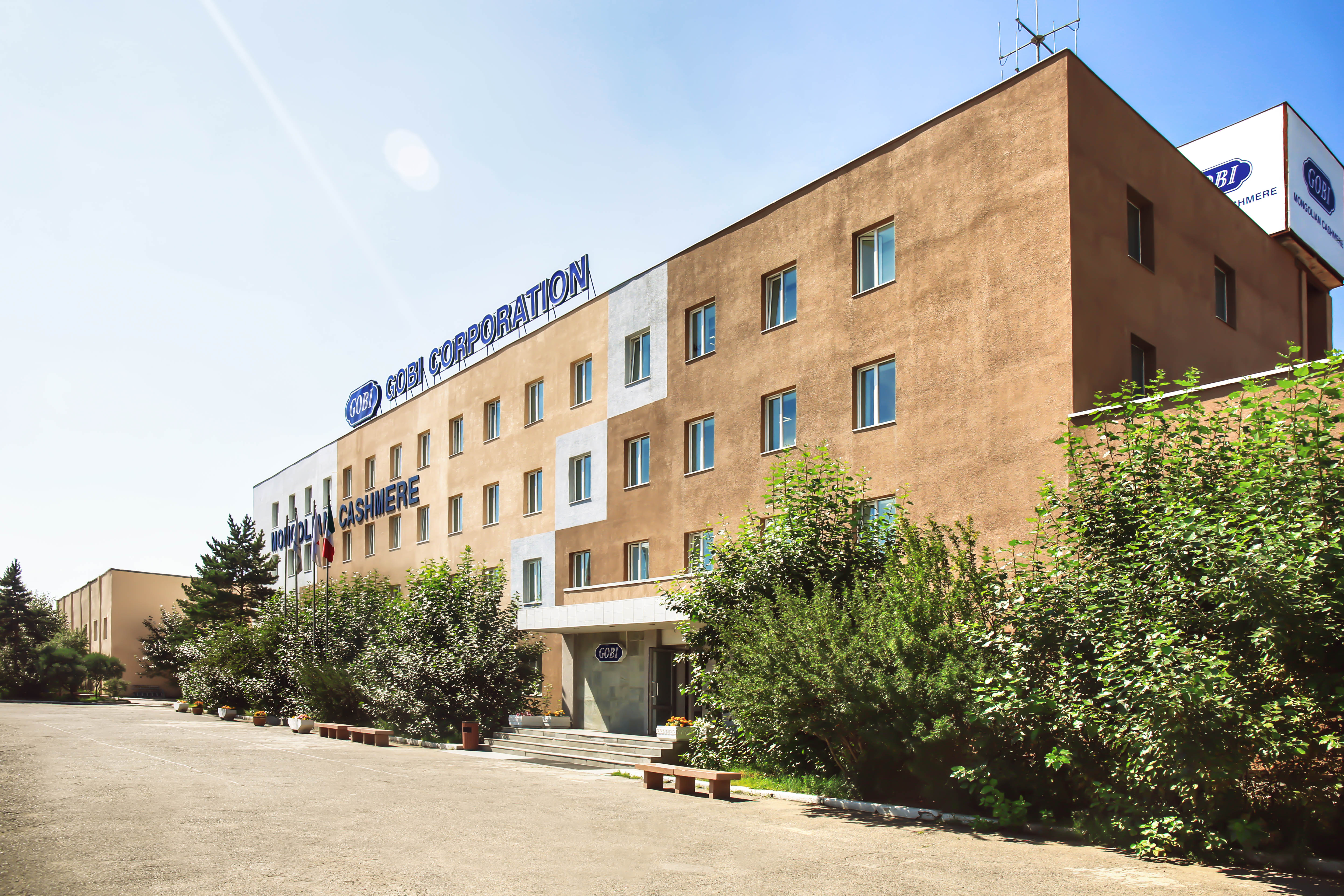
Gobi-Textilfabrik in Ulaanbaatar zur Verarbeitung v. a. von Kaschmirwolle: Textilien sind das Hauptexportgut der Mongolei nach Portugal, von wo im Gegenzug Textilien, Schuhe, Maschinen und Geräte als wichtigste Güter kommen.

Der bilaterale Handel zwischen der Mongolei und Portugal ist erst schwach ausgeprägt und entwickelt sich mangels besserer Rahmenbedingungen bisher auch kaum. So sind bislang keine mongolisch-portugiesischen Handelsabkommen abgeschlossen worden, und die portugiesische Außenhandelskammer AICEP führt keine Niederlassung in der Mongolei, zuständig ist das AICEP-Büro in Peking (alles Stand 2017). Ende Mai 2025 organisierte die AICEP daher eine Mission mit interessierten portugiesischen Unternehmern in die Mongolei, um in der wachsenden mongolischen Wirtschaft und ihren noch vergleichsweise wenig umkämpften Märkten in mehreren Branchen (Maschinenbau, Konfektionsmode, Nahrungsmittel, Erneuerbare Energien) und der wachsenden Kaufkraft der Bevölkerung neue Chancen auszuloten und Kontakte zu knüpfen.
Das Handelsvolumen erreichte 2023 lediglich 578.000 Euro (2022: 663.000; 2021: 451.000; 2020: 180.000; 2019: 629.000; 2018: 3,373 Mio.; 2017: 252.000; 2016: 190.000; 2015: 1,396 Mio.; 2010: 28.000; 2005: 0; 2000: 23.000), mit einem traditionellen Handelsbilanzüberschuss von diesmal 165.000 zu Gunsten Portugals.
Dabei beliefen sich die mongolischen Exporte nach Portugal auf 218.000 Euro, davon 98,1 % Textilien und textile Stoffe. Die portugiesischen Ausfuhren in die Mongolei betrugen dabei 360.000 Euro, davon 26,1 % Textilien und textile Stoffe, 25,9 % Schuhe, 11,1 % Maschinen und Geräte, 9,4 % chemische Produkte und 6,7 % Fahrzeuge.

## Sport

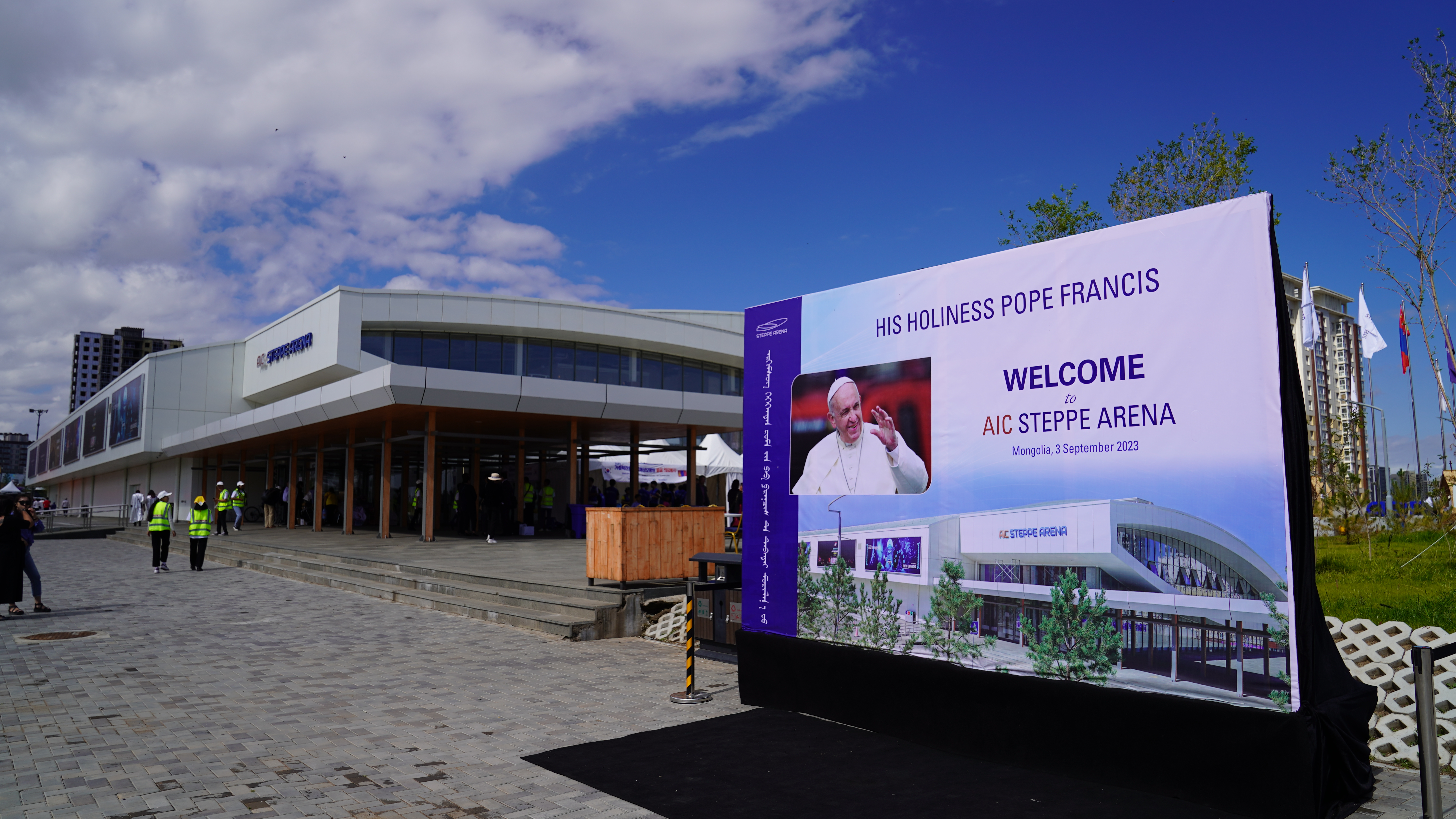
Die AIC Steppe Arena, Austragungsort des Judo-Grand-Slam-Turniers 2023, bei der auch eine portugiesische Mannschaft teilnahm.

Während in Portugal Fußball Nationalsport Nr. 1 ist, sind in der Mongolei die traditionellen Sportarten Mongolisches Ringen, Bogenschießen und Pferderennen die populärsten Sportdisziplinen. So begegnen sich beide Nationen am ehesten im Judo auf sportlicher Augenhöhe.
Beim Judo-Grand-Slam-Turnier in Ulaanbaatar 2023 gewann Catarina Costa in der Klasse bis 48 kg eine Bronzemedaille, und damit die einzige ganze Medaille der portugiesischen Mannschaft. Joana Crisóstomo gelang in der Klasse bis 70 kg zwar ein Sieg über die Mongolin Lkhagvadulam Sarantsetseg in der ersten Runde, sie schied jedoch in der zweiten Runde aus. In der Klasse bis 78 kg teilte sich Patrícia Sampaio den dritten Platz mit der Japanerin Rika Takayama, in der Klasse bis 57 kg belegte Telma Monteiro am Ende Platz fünf und in der Klasse über 78 kg wurde Rochele Nunes Siebte. Noch weniger erfolgreich waren die portugiesischen Männer: bester Portugiese wurde Jorge Fonseca in der Klasse unter 100 kg als Siebter, João Fernando unterlag dem Mongolen Bolor-Ochir Gereltuya in der zweiten Runde bis 81 kg nur knapp.
Die Mongolische und die Portugiesische Fußballnationalmannschaft der Männer sind bisher noch nicht aufeinander getroffen, auch die Mongolische und die Portugiesische Fußballnationalmannschaft der Frauen noch nicht. Beim Algarve-Cup war die Mongolische Frauenelf noch nicht vertreten. Auch wurden bisher weder Spieler oder Spielerinnen noch Trainer oder Trainerinnen im jeweils anderen Land bekannt (alles Stand Juni 2025).
Sportler beider Länder treffen vor allem bei den großen internationalen Wettbewerben aufeinander. Das 1956 gegründete Nationale Olympische Komitee der Mongolei und das 1909 gegründete Comité Olímpico de Portugal entsenden Sportler zu den Olympischen Spielen. Seit 1964 treffen sie beide bei den Sommer- und seit 1988 bei den Winterspielen zusammen.
Mit den 2013 gestarteten Special Olympics Mongolei und den seit 1987 aktiven Special Olympics Portugal treffen inzwischen auch Sportler mit Beeinträchtigungen beider Länder regelmäßig aufeinander.